# Ад-Дарими
Абу́ Муха́ммад Абдулла́х ибн Абдуррахма́н ад-Да́рими (араб. أبو محمد عبد الله بن عبد الرحمن الدارمي‎; 797, Самарканд — 869, Маскат) — знаток хадисов, имам, хафиз, шейх аль-ислам. Происхождением из рода Бану Дарим ибн Малик, из-за чего и получил такую нисбу.

## Биография
Полное имя: Абу Мухаммад Абдуллах ибн Абдуррахман ибн аль-Фадль ибн Бахрам ад-Да́рими ат-Тами́ми ас-Самарка́нди из Бану Дарим ибн Малик ибн Ханзала ибн Зейд Манат ибн Тамим.
Ад-Дарими родился в Самарканде и обучался во многих центрах мусульманской мысли, как Хорасан, Шам, Ирак, Египет, Хиджаз и др. Обучался у сотен мусульманских учёных и передавал хадисы от ан-Надра ибн Шами, Вахба ибн Джарира, Абу Нуайма аль-Исфахани и мн. др.
Благодаря своим глубоким познаниям ад-Дарими стал известным учёным во всём мусульманском мире и многие видные улемы того времени обучались у него, в том числе Муслим ибн аль-Хаджжадж, Абу Иса ат-Тирмизи, Абу Дауд, аль-Баззар, Абу Зура ар-Рази, Абу Хатим ар-Рази, Ахмад ибн Ханбаль, Иса ибн Умар ибн аль-Аббас ас-Самарканди и другие великие имамы мусульмаской уммы.
Ад-Дарими умер в Маскате в семьдесят семь лет в день тарвии, а похоронен был в пятницу в День Арафата.
Сказал Мухйиддин ан-Навави об ад-Дарими:

Он был одним из хранителей мусульман в своё время и мало кто мог сравниться с ним в добродетели и памяти.
Сказал аз-Захаби о нём:

Он был столпом из столпов религии (ислам).